# أناتولي سامويلنكو
أناتولي سامويلنكو (بالأوكرانية: Анато́лій Миха́йлович Само́йленко)؛ مواليد (2 يناير 1938)، هو عالم رياضيات أوكراني، وأكاديمي في الأكاديمية الوطنية للعلوم في أوكرانيا (منذ 1995 إلى 4 ديسمبر 2020)، ومدير المعهد الوطني للرياضيات. العلوم في أوكرانيا.

## السيرة الشخصية
ولد أناتولي سامويلنكو عام 1938 في قرية بوتيفكا بمنطقة رادوميشل بمنطقة جيتومير. في عام 1955، التحق بقسم الجيولوجيا في جامعة تاراس شفتشينكو الوطنية في كييف. في عام 1960، تخرج من قسم الميكانيك والرياضيات في جامعة جامعة تاراس شفتشينكو الوطنية في كييف مع تخصص في الرياضيات، ثم تم نشر أعماله العلمية الأولى في الرياضيات التابع لأكاديمية العلوم في جمهورية أوكرانيا الاشتراكية السوفياتية، دافع اناتولي سامويلنكو عن أطروحته للحصول على درجة الماجستير وبدأ عمله في معهد الرياضيات التابع لأكاديمية العلوم في جمهورية أوكرانيا الاشتراكية السوفياتية تحت إشراف الأكاديمي يو. أ. ميتروبولسكي. في غضون سنوات قليلة من العمل البحثي الدؤوب، أصبح سامويلنكو أحد الخبراء الرائدين في النظرية النوعية للمعادلات التفاضلية. في عام 1967 بناء على نتائج بحثه في نظرية تذبذبات متعددة التردد دافع عن أطروحته للحصول على درجة الدكتوراه بعض مشاكل نظرية الأنظمة الدورية وشبه الدورية «، والتي كان خصومها الرسميون في 1965 -1974، عمل أناتولي سامويلنكو باحثًا أول في معهد الرياضيات التابع لأكاديمية العلوم في جمهورية أوكرانيا الاشتراكية السوفياتية وألقى محاضرات في جامعة شيفت شينكو كييف الحكومية. في عام 1974 حصل على درجة الأستاذ. في عام 1978، تم انتخابه ليكون عضوًا مراسلًا في معهد الرياضيات التابع لأكاديمية العلوم في جمهورية أوكرانيا الاشتراكية السوفياتية. جلبت دراسته شهرة عالمية له. كتب هذه الدراسة مع معلميه، الأكاديميين نن بوجوليوبوف وميتروبولسكي. بعد ستة وثلاثين عامًا، يتذكر سامويلنكو،» في كييف، في معهد الرياضيات، كان العلماء العظام أساتذتي في العديد من مجالات العلوم، كانوا«روادًا للاتجاهات» على نطاق الاتحاد السوفيتي. إنه أمر مهم جدًا بالنسبة عالم شاب ينتمي إلى مدرسة علمية جادة. ربما في هذه الحالة فقط لديه فرصة للحصول على نتائج على المستوى العالمي. إن المدرسة العلمية الجيدة نفسها تحفز عالِمًا شابًا للقيام بعمله البحثي في القطع حافة العلم الحديث. وإذا فتح فجأة اتجاهًا جديدًا في العلم، فإن اسمه يكتسب الاعتراف على الفور.

## الكتب المنشورة
- 1- التذبذبات متعددة الترددات للأنظمة غير الخطية [2] تم نشره عام 2004.
- 2- المعادلات التفاضلية المندفعة تم نشرة عام 1995.
- 3-عناصر النظرية الرياضية للتذبذبات متعددة الترددات تم نشره عام 1991.
- 4-نظم معادلات التطور ذات المعاملات الدورية وشبه الدورية تم نشره عام 1993.[3]
- 5- الانقسامات والثبات في الأنظمة الخطية غير المستقلة.
- 6- نظم العد من المعادلات التفاضلية تم نشره عام 2003.
- 7- التذبذبات متعددة الترددات للأنظمة غير الخطية تم نشره عام 2004.
- 8-طرق التقارب المعجل في الميكانيكا غير الخطية تم نشره عام 1976.
- 9- المعادلات التفاضلية ذات التأثيرات النبضية: الجوانب اليمنى متعددة القيم مع عدم الاستمرارية تم نشره عام 2011 .
- 10- الطرق التحليلية العددية في نظرية مشاكل القيمة والحدود تم نشره عام 2000.